# San Miguel Dueñas
San Miguel Dueñas es un municipio del departamento de Sacatepéquez de la región sur-occidente de la República de Guatemala.
Después de la Independencia de Centroamérica en 1821, cuando el Estado de Guatemala estableció circuitos y distritos para la impartición de justicia por medio de juicios de jurados en 1825, el poblado de Dueñas fue incluido en el circuito de la Antigua en el Distrito nº8 (Sacatepéquez).
Fue afectado severamente por el terremoto del 3 de septiembre de 1874.

## Toponimia
Existen dos versiones sobre el origen del nombre del municipio:
1. La primera versión cuenta que Don Pedro de Alvarado ordenó a todos los indios que habitaban el municipio mantener a todas las viudas que habían perdido a sus maridos en las batallas, y así fue como se denominó el nombre «Dueñas», ya que ellas tenían autoridad sobre ellos. El nombre de San Miguel fue en honor a San Miguel Arcángel, santo patrono del municipio.
2. Víctor Manuel Díaz afirma que el señor Miguel Dueñas fundó el lugar, ya que fue el primer encomendero a cargo de la región.[5]

## Demografía
El municipio tiene una población de 14,562 habitantes de acuerdo al Censo de Población y Vivienda 2018, con una densidad de 416 personas por km².

## Geografía física
El municipio de San Miguel Dueñas tiene una extensión territorial de 35 km².

### Clima
El clima de este municipio se define como templado la mayor parte del tiempo y frío en los meses de diciembre y enero. Este municipio está situado en la zona ecológica de bosque muy húmedo subtropical cálido bmh-s(c). Tiene temperaturas de 21 a 25 °C. El municipio tiene una precipitación pluvial que oscila entre 400 a 600mm anuales.
La cabecera municipal de San Miguel Dueñas tiene clima templado (Clasificación de Köppen: Csb).
| Parámetros climáticos promedio de Jocotenango | Parámetros climáticos promedio de Jocotenango | Parámetros climáticos promedio de Jocotenango | Parámetros climáticos promedio de Jocotenango | Parámetros climáticos promedio de Jocotenango | Parámetros climáticos promedio de Jocotenango | Parámetros climáticos promedio de Jocotenango | Parámetros climáticos promedio de Jocotenango | Parámetros climáticos promedio de Jocotenango | Parámetros climáticos promedio de Jocotenango | Parámetros climáticos promedio de Jocotenango | Parámetros climáticos promedio de Jocotenango | Parámetros climáticos promedio de Jocotenango | Parámetros climáticos promedio de Jocotenango |
| Mes                                           | Ene.                                          | Feb.                                          | Mar.                                          | Abr.                                          | May.                                          | Jun.                                          | Jul.                                          | Ago.                                          | Sep.                                          | Oct.                                          | Nov.                                          | Dic.                                          | Anual                                         |
| --------------------------------------------- | --------------------------------------------- | --------------------------------------------- | --------------------------------------------- | --------------------------------------------- | --------------------------------------------- | --------------------------------------------- | --------------------------------------------- | --------------------------------------------- | --------------------------------------------- | --------------------------------------------- | --------------------------------------------- | --------------------------------------------- | --------------------------------------------- |
| Temp. máx. media (°C)                         | 23.4                                          | 24.1                                          | 25.3                                          | 25.5                                          | 25.4                                          | 24.3                                          | 24.3                                          | 24.5                                          | 23.7                                          | 23.4                                          | 23.6                                          | 23.1                                          | 24.2                                          |
| Temp. media (°C)                              | 17.5                                          | 17.9                                          | 19.0                                          | 19.7                                          | 20.2                                          | 20.1                                          | 19.8                                          | 19.7                                          | 19.2                                          | 18.8                                          | 18.4                                          | 17.5                                          | 19                                            |
| Temp. mín. media (°C)                         | 11.6                                          | 11.8                                          | 12.7                                          | 14.0                                          | 15.0                                          | 16.0                                          | 15.3                                          | 14.9                                          | 14.8                                          | 14.3                                          | 13.3                                          | 11.9                                          | 13.8                                          |
| Precipitación total (mm)                      | 3                                             | 7                                             | 11                                            | 35                                            | 146                                           | 326                                           | 228                                           | 220                                           | 341                                           | 181                                           | 28                                            | 7                                             | 1533                                          |
| Fuente: Climate-Data.org                      |                                               |                                               |                                               |                                               |                                               |                                               |                                               |                                               |                                               |                                               |                                               |                                               |                                               |

### Ubicación geográfica
San Miguel Dueñas está ubicado en el departamento de Sacatepéquez y sus colindancias son:
- Norte: 
  - Parramos, municipio del departamento de Chimaltenango
  - Santa Catarina Barahona, municipio del departamento de Sacatepéquez
- Noroeste: San Andrés Itzapa
- Sur: Alotenango
- Este: Ciudad Vieja[7]
- Oeste: Acatenango y San Andrés Itzapa, municipios del departamento de Chimaltenango[7]

| Noroeste: San Andrés Itzapa         | Norte: Parramos Santa Catarina Barahona |                    |
| Oeste: Acatenango San Andrés Itzapa |                                         | Este: Ciudad Vieja |
|                                     | Sur: Alotenango                         |                    |

## Gobierno municipal
Los municipios se encuentran regulados en diversas leyes de la República, que establecen su forma de organización, lo relativo a la conformación de sus órganos administrativos y los tributos destinados para los mismos. Aunque se trata de entidades autónomas, se encuentran sujetos a la legislación nacional y las principales leyes que los rigen desde 1985 son las siguientes.
| N.º | Ley                                                | Descripción |
| --- | -------------------------------------------------- | --- |
| 1   | Constitución Política de la República de Guatemala | Tiene una regulación legal específica para los municipios en los artículos 253 al 262. |
| 2   | Ley Electoral y de Partidos Políticos              | Ley de carácter constitucional aplicable a los municipios en el tema de la conformación de sus autoridades electas. |
| 3   | Código Municipal                                   | Decreto 12-2002 del Congreso de la República de Guatemala. Tiene la categoría de ley ordinaria y contiene preceptos generales aplicables a todos los municipios, e inclusive contiene legislación referente a la creación de los municipios.             |
| 4   | Ley de Servicio Municipal                          | Decreto 1-87 del Congreso de la República de Guatemala. Regula las relaciones entra la municipalidad y los servidores públicos en materia laboral. Tiene su base constitucional en el artículo 262 de la constitución que ordena la emisión de la misma. |
| 5   | Ley General de Descentralización                   | Decreto 14-2002 del Congreso de la República de Guatemala. Regula el deber constitucional del Estado, y por ende del municipio, de promover y aplicar la descentralización y desconcentración económica y administrativa.                                |

El gobierno de los municipios de Guatemala está a cargo de un Concejo Municipal, mientras que el código municipal —ley ordinaria que contiene disposiciones que se aplican a todos los municipios— establece que «el concejo municipal es el órgano colegiado superior de deliberación y de decisión de los asuntos municipales […] y tiene su sede en la circunscripción de la cabecera municipal». Por último, el artículo 33 del mencionado código establece que «[le] corresponde con exclusividad al concejo municipal el ejercicio del gobierno del municipio».
El concejo municipal se integra con el alcalde, los síndicos y concejales, electos directamente por sufragio universal y secreto para un período de cuatro años, pudiendo ser reelectos.
Existen también las Alcaldías Auxiliares, los Comités Comunitarios de Desarrollo (COCODE), el Comité Municipal del Desarrollo (COMUDE), las asociaciones culturales y las comisiones de trabajo. Los alcaldes auxiliares son elegidos por las comunidades de acuerdo a sus principios y tradiciones, y se reúnen con el alcalde municipal el primer domingo de cada mes, mientras que los Comités Comunitarios de Desarrollo y el Comité Municipal de Desarrollo organizan y facilitan la participación de las comunidades priorizando necesidades y problemas.
Los alcaldes que ha habido en el municipio son:
- 2012-2016: Julio César Quinónez[10]

## Historia

### Fundación
Muchas historias afirman que el municipio se fundó en la época colonial, cuando Pedro de Alvarado conquistó Guatemala; sin embargo, otro historiador llamado Víctor Miguel Díaz afirma que el municipio fue fundado en el año de 1530.

### Tras la Independencia de Centroamérica
Luego de la Independencia de Centroamérica en 1821, el Estado de Guatemala estableció circuitos y distritos para la impartición de justicia por medio de juicios de jurados en 1825. Dueñas fue adjudicado al circuito de la Antigua en el Distrito nº8 (Sacatepéquez), el cual también incluía a la Antigua Guatemala, San Cristóbal Alto, San Miguel Milpas Altas, Santa Ana, Magdalena, San Juan Cascón, Santa Lucía, Santo Tomás, Embaulada, Santiago, San Mateo, San Lucas, Pastores, Cauque, San Bartolomé, San Felipe, Ciudad Vieja, San Pedro Las Huertas, Alotenango, San Lorenzo, Jocotenango, San Antonio, Zamora, Urías, Santa Catalina, San Andrés y San Bartolomé Aguas Calientes, Santa María y San Juan del Obispo.

### Terremoto del 3 de septiembre de 1874
De acuerdo al periódico estadounidense The New York Times, el terremoto de Guatemala del 3 de septiembre de 1874 fue el más devastador de los que se registraron en ese año en todo el mundo. No solamente se destruyó completamente el pueblo de Parramos,
 sino que bandas de forajidos armados con cuchillos y otras armas punzocortantes intentaron asaltar a los damnificados y robarles lo poco que les quedaba; afortunadamente, las bandas fueron capturadas por la policía del gobierno del general Justo Rufino Barrios y ejecutadas sumariamente.
Un testigo relató que el terremoto se sintió como una combinación de una larga serie de movimientos verticales y horizontales que hacían que pareciera que el suelo se movía en forma de olas y que se elevaba hasta un pie de alto por encima de su nivel normal. Otro testigo indicó que el pueblo de San Miguel Dueñas quedó totalmente destruido, y quienes lograron sobrevivir salieron huyendo buscando áreas más seguras. En total, hubo US$300,000 en pérdidas; los poblados afectados aparte de Antigua Guatemala, Dueñas, Parramos y Patzicía, fueron Jocotenango, San Pedro Sacatepéquez, Ciudad Vieja y Amatitlán.